# فيصل دراج
فيصل دراج ناقد وكاتب وباحث فلسطيني. ولد في قرية الجاعونة شرق صفد عام 1943.

## الدراسة الأكاديمية
درس الفلسفة في جامعة دمشق وحصل على درجة الدكتوراه في الفلسفة من فرنسا عام 1974 وكان موضوع أطروحته "الاغتراب بين ماركس وهيجل".

## الحياة العملية والثقافية
عمِل في عدة منشورات ومجلات ثقافيّة فكريّة منها:
- شؤون فلسطينيّة
- سلسلة حصاد الفكر العربي بالإشتراك مع إحسان عباس ووداد القاضي
- قضايا وشهادات، مصائر الحزب السياسي في العالم العربي بالإشتراك مع عبد الرحمن منيف وسعد الله ونوس
- نشر عدداً من الكتب أهمها: ذاكرة المغلوبين، دلالات العلاقة الروائية، الرواية وتأويل التاريخ، نظرية الرواية والرواية العربيّة، الحداثة المتقهقرة.[1]

كما عمل:
- أستاذا في المعهد العالي للدراسات المسرحية في جامعة دمشق 1997 - 1999م
- مديرا لقسم الأبحاث والدراسات في المركز العربي للدراسات الإستراتيجية – دمشق 1996 – 2002م
- محكما في العديد من الجوائز العربية منها الجائزة العالمية للرواية العربية[2][3]

## إصدارات

### المؤلفات
| الكتاب                                                           | التاريخ | ملاحظات                  |
| ---------------------------------------------------------------- | ------- | ------------------------ |
| الواقع والمثال                                                   | 1989    |                          |
| دلالات العلاقة الروائية                                          | 1992    |                          |
| بؤس الثقافة في المؤسسة الفلسطينية                                | 1996    |                          |
| ذاكرة المغلوبين: الهزيمة والصهيونية في الخطاب الثقافي الفلسطيني  | 2002    | [ 4 ]                    |
| آفاق نقد عربي معاصر                                              | 2003    | بالاشتراك مع سعيد يقطين. |
| الرواية وتأويل التاريخ، نظرية الرواية والرواية العربية           | 2004    |                          |
| الحداثة المتقهقرة: طه حسين وأدونيس                               | 2005    | [ 5 ]                    |
| الذاكرة القومية في الرواية العربية: من زمن النهضة إلى زمن السقوط | 2008    |                          |
| رواية التقدم واغتراب المستقبل: تحولات الرؤية في الرواية العربية  | 2010    |                          |
| الهوية، الثقافة، السياسة: قراءة في الحالة الفلسطينية             | 2010    |                          |
| ما قبل الدولة ما بعد الحداثة                                     | 2011    |                          |
| طه حسين وتحديث الفكر العربي                                      | 2011    |                          |
| نجيب محفوظ: رائد الرواية العربية                                 | 2012    |                          |
| عبد الرحمن منيف ورواية الالتزام                                  | 2012    |                          |
| جبرا إبراهيم جبرا: وجوه المثقف الرومانسي                         | 2014    | [ 6 ]                    |
| إشكاليّة الثقافة وأشكال المثقف                                    | 2015    |                          |
| الماركسية والدين                                                 | 2017    |                          |
| آل عبد الهادي في تاريخ فلسطين: أقدار وطن ومآل نخبة وطنية         | 2018    | [ 7 ]                    |
| فالتر بنيامين والنقد المختلف                                     | 2019    |                          |
| الشر والوجود: فلسفة نجيب محفوظ الروائية                          | 2022    | [ 8 ]                    |

### الترجمات
| الكتاب                           | المؤلف     | التاريخ | ملاحظات |
| -------------------------------- | ---------- | ------- | ------- |
| التعقيد: عودة نقدية إلى الشيوعية | كلود لوفور | 2008    |         |

## جوائز
- نال جائزة أفضل كتاب عربي 2002، عن كتابه (نظرية الرواية والرواية العربية).
- جائزة الإبداع الثقافي لدولة فلسطين – 2004م.[9]
- جائزة الدراسات الأدبية والنقدية سنة 2010 وجائزة محمود درويش للإبداع للعام 2022.[10][11]